# Ядрихино
Ядрихино — село в Красночикойском районе Забайкальского края России. Входит в состав сельского поселения «Черемховское».

## География
Село находится в юго-западной части Забайкальского края, в правобережной части долины реки Чикой, на расстоянии примерно 128 км к востоку от села Красный Чикой, административного центра района. Абсолютная высота — 918 м над уровнем моря.
Климат
Климат умеренный, резко континентальный. Средняя температура в июле +14 — +16 °С (абсолютный максимум — +36 °С). Средние температуры января −22 — −26 °С (абсолютный минимум — −53 °С). Годовое количество осадков — 350—500 мм.
Часовой пояс
Село Ядрихино, как и весь Забайкальский край, находится в часовой зоне МСК+6. Смещение применяемого времени относительно UTC составляет +9:00.

## История
Село было основано в 90-х годах XIX века как заимка крестьянина Ядрихина.

## Население
| 1926 | 1989 | 2002 | 2010 | 2021 |
| ---- | ---- | ---- | ---- | ---- |
| 143  | ↗315 | ↘201 | ↘141 | ↘114 |

Гендерный состав
По данным Всероссийской переписи населения 2010 года, в гендерной структуре населения мужчины составляли 45,4 %, женщины — соответственно 54,6 %.
Национальный состав
Согласно результатам переписи 2002 года, в национальной структуре населения русские составляли 100 %.

## Улицы
| - ул. Ключевская, - ул. Колхозная, | - ул. Лесная, - ул. Центральная. |

## Инфраструктура
В селе функционируют начальная школа, фельдшерско-акушерский пункт (филиал Красночикойской центральной районной больницы) и библиотека.